# تویوتومی هیده‌کاتسو
تویوتومی هیده‌کاتسو (به ژاپنی: 豊臣 秀勝 とよとみ ひでかつ) (۱۵۹۲ – ۱۵۹۲ میلادی) یک سامورایی در دوره آزوچی-مومویاما، پسر دوم نیشونی و خواهرزادهٔ تویوتومی هیده‌یوشی و آساهی هیمه بود. همسر اصلی وی گو (خواهرزادهٔ اودا نوبوناگا) بود.
در سال ۱۵۹۲، هیده‌کاتسو در تهاجم هیده‌یوشی به کره (۱۵۹۸–۱۵۹۲) شرکت کرد و در طی این جنگ به دلیل بیماری در جزیره جئونجدو در کره درگذشت. در هنگام مرگ ۲۴ سال داشت. دختر وی تویوتومی ساداکو نام داشت و با کوجو یوکی‌ایه یک مقام درباری ازدواج کرد.